# Estado Libre de Mecklemburgo-Schwerin
El Estado Libre de Mecklemburgo-Schwerin (en alemán: Freistaat Mecklenburg-Schwerin) fue un estado de la República de Weimar que fue establecido en 1918 tras la abdicación del Gran Duque de Mecklemburgo-Schwerin siguiendo la revolución alemana. En 1933, después del inicio del gobierno Nazi, fue unido con el estado vecino más pequeño de Mecklemburgo-Strelitz
para formar el estado unido de Mecklemburgo.

## Gobernantes de Mecklemburgo-Schwerin

### Presidente del Consejo de Ministros
- Hugo Wendorff (DDP) 1918-1919

### Ministros-Presidente
| Nombre | Nombre                            | Asume el cargo | Deja el cargo | Partido | Partido |
| ------ | --------------------------------- | -------------- | ------------- | ------- | ------- |
|        | Hugo Wendorff                     | 1919           | 1920          |         | DDP     |
|        | Hermann Reincke-Bloch             | 1920           | 1921          |         | DVP     |
|        | Johannes Stelling                 | 1921           | 1924          |         | SPD     |
|        | Joachim Freiherr von Brandenstein | 1924           | 1926          |         | DNVP    |
|        | Paul Schröder                     | 1926           | 1929          |         | SPD     |
|        | Karl Eschenburg                   | 1929           | 1932          |         |         |
|        | Walter Granzow                    | 1932           | 1933          |         | NSDAP   |
|        | Hans Egon Engell                  | 1933           | 1933          |         | NSDAP   |
|        | Friedrich Hildebrandt             | 1933           | 1933          |         | NSDAP   |